# Satillieu
Satillieu é uma comuna francesa na região administrativa de Auvérnia-Ródano-Alpes, no departamento de Ardèche. Estende-se por uma área de 32,82 km². Em 2010 a comuna tinha 1 555 habitantes (densidade: 47,4 hab./km²).